# Sext Calpurni Agrícola
Sext Calpurni Agrícola (llatí: Sextus Calpurnius Agricola) va ser un general i polític romà del segle ii.

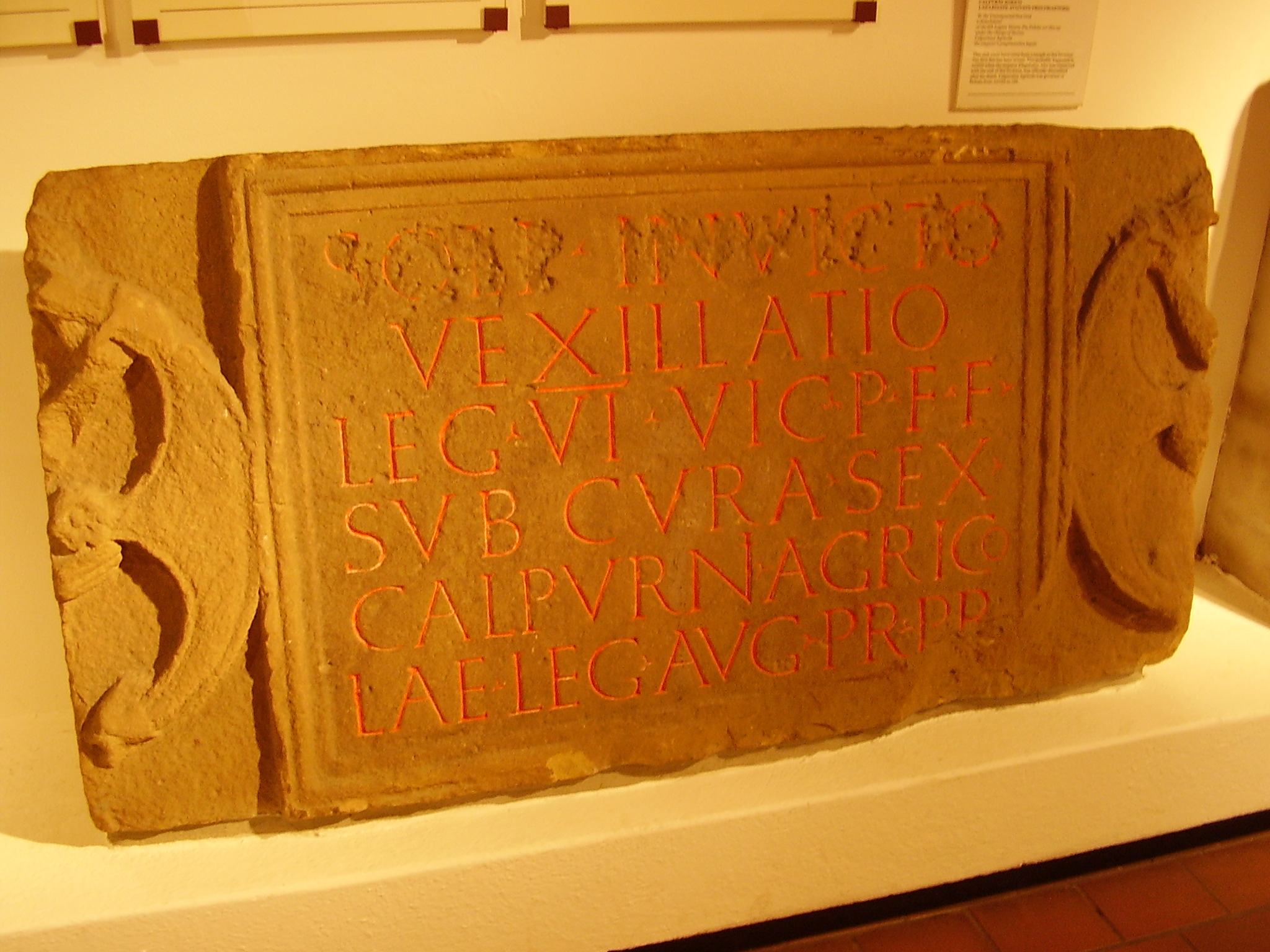
Inscripció dedicada al déu Sol Invictus, per part d'una vexillatio de la Legió VI Victrix sota el comandament d'Agricola.

Va entrar a formar part del Senat romà l'any 154 i nomenat governador de la Germània superior als voltants del 158. Entre el 161 i el 162, l'imperi patia una invasió per part dels Cats i l'emperador Marc Aureli va substituir Agrícola per Aufidi Victorí, que va vèncer els invasors sense gaires contratemps. Al mateix temps, Agrícola fou enviat a Britànnia per controlar les revoltes del nord de la província mentre el seu predecessor Marc Estaci Prisc era enviat urgentment a Capadòcia, on els romans havien estat vençuts per Vologès IV de Pàrtia a la batalla d'Elegeia. D'aquest moviment de governadors se'n parla a la Història Augusta.
Calpurni Agrícola, a Britànnia, va reconstruir diverses fortificacions, especialment la de Còria (Corbridge). Va retirar les tropes del sud d'Escòcia i fer-les recular fins al Mur d'Adrià en abandonar definitivament el Mur d'Antoní. També hi va haver indicis de rebel·lió a altres punts de l'illa.
Als voltants de l'any 168, mentre les Guerres Marcomanes assolaven la regió, la Dàcia era atacada per rebels dacis, sàrmates i costobocs i el governador Claudi Frontó va ser vençut i mort. Calpurni Agrícola, un cop pacificada Britànnia, fou enviat com a governador a la Dàcia, on va aconseguir de sufocar la revolta al capdavant de la Legió V Macedònica. No hi ha informació posterior ni registre de descendència. Es considera que va morir durant la campanya el 169, perquè l'any 170 ja no era governador. Quan els Asdings i els Lacrings van atacar la zona del Danubi se'ls hi va oposar el nou governador Sext Corneli Clement.